# C/1996 B2 (Hyakutake)
C/1996 B2 (Hyakutake) (japanische Aussprache [çakɯ̥take]) ist ein langperiodischer Komet, der im Jahr 1996 mit dem bloßen Auge beobachtet werden konnte. Er entwickelte sich zu einem der hellsten Kometen des 20. Jahrhunderts und wird zu den „Großen Kometen“ gezählt. Er war der erste Komet, von dem Röntgenstrahlung direkt beobachtet wurde.

## Entdeckung und Beobachtung
Der Komet wurde am Morgen des 31. Januar 1996 (Ortszeit) von dem japanischen Amateurastronomen Yūji Hyakutake aus Hayato bei Aira mit einem starken 25×150-Fernglas entdeckt. Es war bereits seine zweite Kometenentdeckung innerhalb von 5 Wochen und er entdeckte ihn weniger als 4° entfernt von der Stelle, wo er zuvor den unscheinbaren C/1995 Y1 (Hyakutake) gefunden hatte. Er schätzte die Helligkeit des diffusen Fleckchens auf etwa 11 mag. Mit der Meldung seiner Entdeckung beim National Astronomical Observatory of Japan in Tokio kam er zwei weiteren Entdeckern des Kometen aus Chiyoda und Moriyama nur knapp zuvor, die den Kometen unabhängig voneinander etwa einen Tag nach ihm beobachtet hatten. Nachträglich wurde festgestellt, dass er bereits am 1. Januar bei einer Helligkeit von 13 mag von einem Amateurastronomen in Saku (Nagano) fotografiert worden war. Zum Zeitpunkt seiner Entdeckung war der Komet noch etwa 2 AE von der Sonne und 1,8 AE von der Erde entfernt und bewegte sich im Bereich des Asteroidengürtels weiter auf die Sonne zu.
Bereits kurz darauf wurde er regelmäßig beobachtet, ab Mitte Februar war er mit kleinen Ferngläsern zu erkennen bei einer Helligkeit von etwa 8 mag, die ständig zunahm. Am 26. Februar wurde er erstmals von Terry Lovejoy in Australien mit bloßem Auge gesehen. Kurz darauf wurde auch von einem Schweif von 1° Länge berichtet.
In der zweiten Hälfte des März wurde der Komet von sehr vielen Beobachtern verfolgt, die Helligkeit lag am 18. März schon unter 3 mag und die Schweiflänge bei 2–4°. Inzwischen hatte er auch durch die Medien Aufmerksamkeit erfahren und die Öffentlichkeit wurde über die Sichtbarkeit eines Kometen mit dem bloßen Auge informiert. Bereits am 24. März erreichte die Helligkeit 0 mag, die Koma erschien drei- bis viermal so groß wie der Vollmond und der Schweif erreichte eine Länge von 15–20°, an sehr dunklen Beobachtungsorten konnte er sogar über 35–45° verfolgt werden.

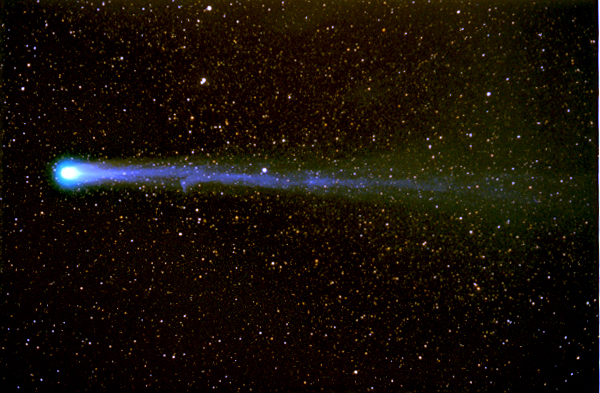
Hyakutake bei seiner größten Annäherung an die Erde am 25. März 1996 (Bildbreite entspricht etwa 36°.)

Als der Komet die Erde am 25. März passierte, waren von den historischen Kometen nur 32 der Erde näher gekommen als er. An diesem Tag wurde allgemein eine durchschnittliche Helligkeit von 0,1 mag und eine Schweiflänge von 40–50° wahrgenommen, am darauf folgenden Tag wurde von einzelnen Beobachtern sogar von 90–100° Länge berichtet. Am 27. März näherte sich der Komet dem Polarstern bis auf 3,4°, aber die Helligkeit begann langsam wieder abzunehmen, bis Ende des Monats war sie bereits auf etwa 1,5 mag gesunken und die Schweiflänge lag noch bei 10–30°. Im Verlauf des April näherte sich der Komet immer mehr der Sonne, die Helligkeit blieb nahezu konstant, aber die Beobachtungen wurden schwieriger und am 28. April gelang die letzte Beobachtung vor dem Vorbeigang an der Sonne.
Anschließend hätte der Komet von der Nordhalbkugel nur noch für kurze Zeit schwierig in der Morgendämmerung beobachtet werden können, aber die Sichtbarkeitsbedingungen für Beobachter auf der Südhalbkugel wurden jetzt vorteilhafter und so wurde er am 9. Mai bei einer Helligkeit von 3 mag von Gordon J. Garradd in Australien am Morgenhimmel wieder aufgefunden. Der Komet wurde an vielen Orten von zahlreichen Beobachtern mit bloßem Auge oder Fernglas verfolgt, seine Helligkeit lag gegen Ende des Monats noch bei 5 mag, die Schweiflänge bei 2–6°. Im Juni bewegte er sich immer weiter südlich, er blieb aber mit dem bloßen Auge sichtbar und sein Schweif war Ende des Monats immer noch 1–2° lang.
Im August verblasste der Komet zusehends und seine Helligkeit lag Ende des Monats nur noch bei 11 mag. Am 24. Oktober konnte er von Garradd noch ein letztes Mal bei 16,8 mag fotografiert werden.
Der Komet erreichte eine maximale Helligkeit von −0,2 mag.

## Rezeption in der Öffentlichkeit
Da der Komet Hyakutake nur wenige Tage in seiner größten Helligkeit sichtbar war, konnte er das öffentliche Interesse nicht so stark auf sich lenken wie C/1995 O1 (Hale-Bopp) im folgenden Jahr. Zudem konnten viele europäische Beobachter den Kometen an seinen hellsten Tagen wegen ungünstiger Witterungsverhältnisse nicht beobachten. Viele Leute, die sowohl den Kometen Hyakutake als auch Hale-Bopp sahen, hielten Hyakutake für die beeindruckendere Erscheinung.

## Wissenschaftliche Auswertung
Bereits am 3. Februar 1996 war eine erste Bahnbestimmung durch Brian Marsden erfolgt, die eine starke Annäherung des Kometen an Sonne und Erde in Aussicht stellte und möglicherweise auf einen ungewöhnlich hellen Kometen hoffen ließ. Dies wurde durch die folgenden, verbesserten Bahnbestimmungen bestätigt. Als somit bald nach seiner Entdeckung klar wurde, dass der Komet bereits innerhalb weniger Wochen Sonne und Erde sehr nahekommen würde, wurde kurzfristig eine umfassende Beobachtungskampagne für dieses einzigartige Ereignis organisiert, zu dem weltweit die meisten verfügbaren Teleskope aufgeboten und auch weltraumgestützte Instrumente eingesetzt wurden.

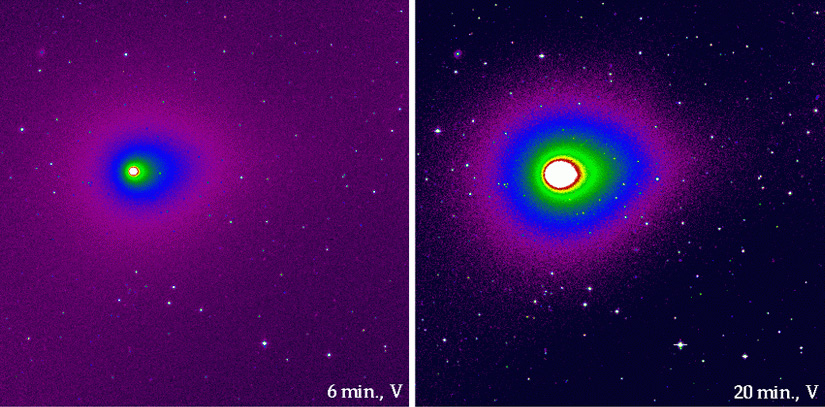
Falschfarbenbilder der Kometenkoma vom 8. Februar 1996

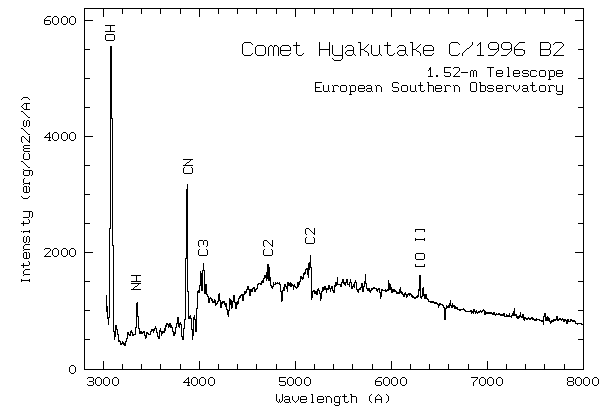
Erstes Spektrum des Kometen vom 8. Februar 1996

### Visuelle und Infrarotastronomie
Bereits am 8. Februar wurde am La-Silla-Observatorium der Europäischen Südsternwarte (ESO) mit dem Danish 1,5-m-Teleskop Falschfarbenbilder der Kometenkoma aufgenommen sowie ein erstes Spektrogramm des Kometen gewonnen. Starke Emissionslinien von CN, C3 und C2 waren typisch für einen Kometen in diesem Abstand von der Sonne.
Die Zusammensetzung des Kometenkerns aus mehr oder weniger flüchtigen Substanzen und deren Mengenverhältnisse zueinander können Aufschluss geben über die Bedingungen, unter denen sich ein Komet im Sonnennebel bildete. Bereits eine erste hochaufgelöste spektroskopische Messungen mit dem Échelle-Spektrogaphen CSHELL an der Infrared Telescope Facility auf Hawaiʼi zeigte das reichliche Vorkommen von Ethan (C2H6) und Methan (CH4) zusammen mit Kohlenstoffmonoxid (CO) und Wasser im Kometen Hyakutake, deren Produktionsraten bestimmt werden konnten. Mit dem gleichen Instrument wurden in einer Forschungskampagne in der Zeit etwa vom 23. März bis 12. April noch weitere Messungen durchgeführt und auch weitere Substanzen nachgewiesen. Die gemessenen Produktionsraten von C2H6 und Wasser sowie deren räumliche Verteilung zeigten eine direkte Emission aus dem Kern an. Auch die Produktionsrate von Cyanwasserstoff (HCN) und dessen Mengenverhältnis relativ zu Wasser wurden bestimmt. Das Gas stammte auch in diesem Fall direkt aus dem Kometenkern. Eine Messung der Produktionsrate von CO stellte den ersten sicheren Nachweis dieses Gases durch eine Beobachtung im Infraroten von der Erdoberfläche aus dar. Der Komet Hyakutake zeigte sich als reich an CO und der Hauptanteil davon lag als Eis im Kern vor. Nachdem Carbonylsulfid (OCS) erstmals mit einem Radioteleskop in einem Kometen nachgewiesen werden konnte (s. u. bei Radioastronomie), wurden am 19. und 24. März dessen Produktionsraten bestimmt.
Aufnahmen mit einem Échelle-Spektrographen am Ritter-Observatory in Ohio vom 23. und 27. März zeigten im sichtbaren Bereich die Emissionslinien von Natrium (Na), C2++, NH2+, CN−, H2O+, die „verbotenen“ grünen und roten Linien von Sauerstoff aus der Photodissoziation von Wasser, sowie mehrere unidentifizierte Linien. Am 26. März wurde der Komet am Kitt-Peak-Nationalobservatorium beobachtet und hochaufgelöste Spektren mit den Linien von NH und CH erhalten. Es konnte eine obere Grenze für das Verhältnis zwischen Deuterium und Wasserstoff in NH abgeleitet werden sowie das Mengenverhältnis zwischen Ammoniak (NH3) und Wasser. Hochaufgelöste spektrographische Aufnahmen am McDonald-Observatorium in Texas vom 30. März bis 9. April zeigten im sichtbaren Bereich die Emissionslinien von NH2−, C2, CN−, die Balmer-Hα-Linie von Wasserstoff und eine „verbotene“ rote Linie von Sauerstoff. Am Bisei Astronomical Observatory in Japan wurden am 23. März spektroskopische Untersuchungen des Kometen durchgeführt, insbesondere betreffend die Emissionen von NH2. Es wurde als wahrscheinlichstes Elternmolekül für dieses Radikal NH3 gefunden, aber auch Hydrazin (N2H4) und Methylamin (CH3NH2) wurden als mögliche Kandidaten angesehen.
Nachdem in den ersten zwei Jahrzehnten des 21. Jahrhunderts bei über 20 Kometen gasförmiges Nickel und Eisen nachgewiesen worden war, wurden auch für Hyakutake die archivierten Spektren des Kitt-Peak-Nationalobservatoriums noch einmal daraufhin untersucht. Auch hier wurden die Emissionslinien von neutralem Nickel und Eisen gefunden und deren Produktionsrate bestimmt.
Am Mount Abu-Observatorium in Indien wurde am 13. und 18. März die Polarisation des Kometenlichts bei den Emissionslinien von C2, CN und C3 gemessen. Vom 25. März bis 7. April wurde auch am Charkiw-Observatorium in der Ukraine die Polarisation gemessen. Es wurden im blauen und roten Licht Polarisationen von etwa 25 % gefunden. Diese Werte sind vergleichbar mit denen anderer staubreicher Kometen.

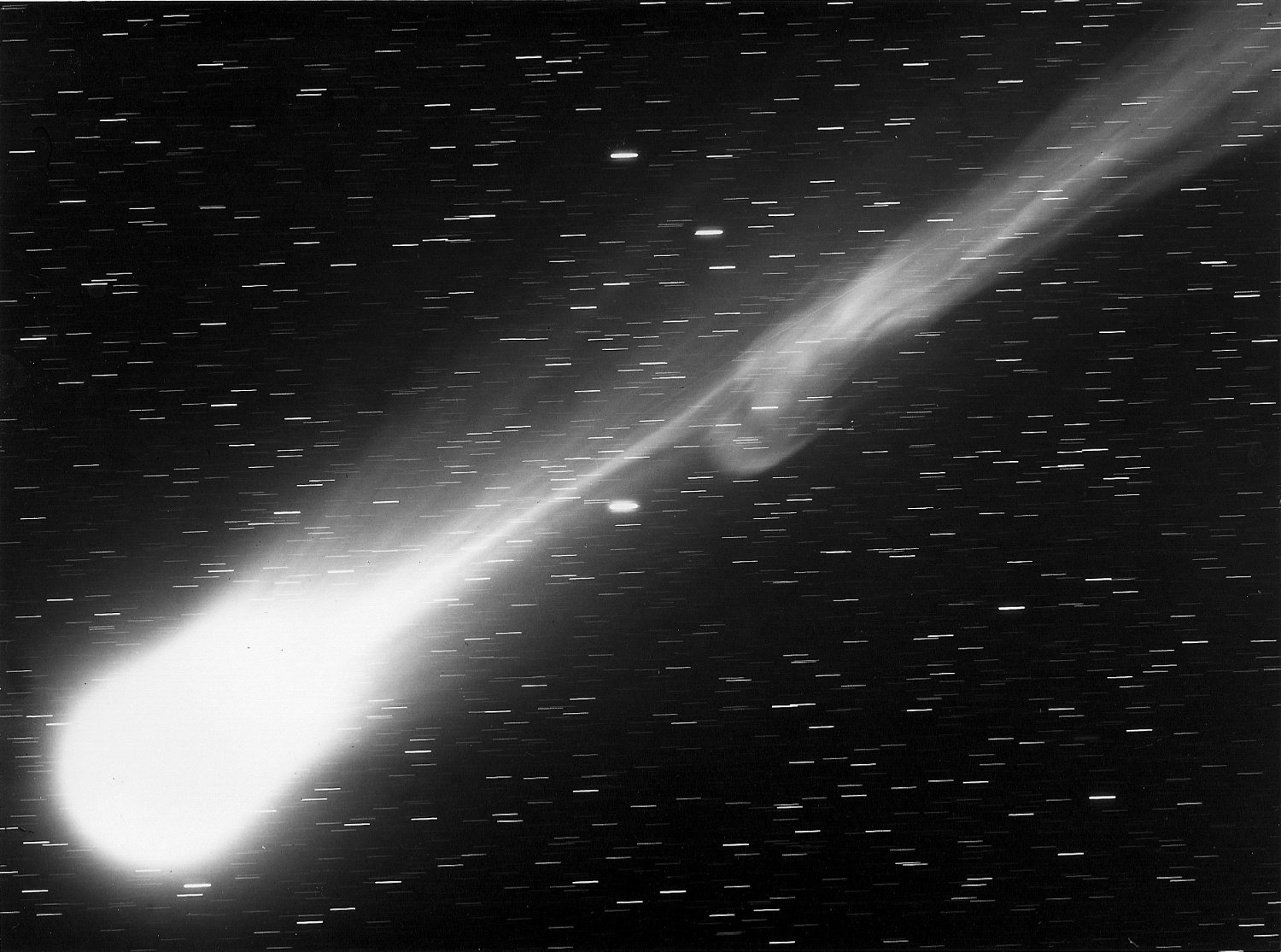
Der Komet am 25. März. Deutlich zu erkennen ist ein Abrissereignis im Schweif.

### Radioastronomie
Bereits ab dem 10. Februar bis zum 23. Juni wurde die Radiostrahlung des Kometen Hyakutake mit dem James Clerk Maxwell Telescope auf Hawai’i, dem 30-m-Radioteleskop in Spanien und dem französischen NOEMA-Radiointerferometer des Instituts für Radioastronomie im Millimeterbereich überwacht. Es wurden die Emissionslinien von HCN, Methanol (CH3OH), Kohlenstoffmonoxid, Formaldehyd (H2CO), CS-Ionen (zum ersten Mal im Radiobereich) und Schwefelwasserstoff (H2S) beobachtet und deren mit verringertem Sonnenabstand rasch ansteigende Produktionsraten festgestellt, wobei das Verhältnis von CO relativ zu Wasser hoch war und durch eine im Kern des Kometen liegende Quelle erklärt wurde. Die Temperatur des Kometen stieg von etwa 20 K im Abstand von 1,6 AE bis auf etwa 100 K im Abstand von 0,7 AE zur Sonne.
Zwischen dem 1. März und dem 18. Mai wurde die 18-cm-Linien des Hydroxyl-Radikals OH am Nançay-Radioobservatorium beobachtet und daraus regelmäßig Werte für die Produktionsrate von Wasser abgeleitet. Vom 18. März bis 9. April wurde am Caltech-Submillimeter-Observatorium auf Hawai’i die innere Gashülle des Kometen untersucht und die Signaturen von HCN, H13CN, Isocyanwasserstoff (HNC), Isocyansäure (HNCO), Kohlenstoffmonoxid, Methanol und H2CO gefunden. Von einigen Substanzen konnten die Produktionsraten und das Mengenverhältnis relativ zu Wasser bestimmt werden. Die Zunahme der Produktionsrate speziell von Cyanwasserstoff zwischen dem 20. und 30. März deutet darauf hin, dass eine gesteigerte Aktivität des Kometen in diesem Zeitraum die Ursache für die Absplitterungen am Kern war (s. unten bei Fragmentierung des Kometenkerns). Am 19. März wurde mit dem 12-m-Millimeterwellen-Radioteleskop des National Radio Astronomy Observatory auf dem Kitt Peak in Arizona erstmals unzweifelhaft OCS in einem Kometen nachgewiesen. Dies ist eine mögliche Quelle für atomaren Schwefel, der im Ultravioletten beobachtet wurde. Auch die Produktionsraten von H2S und CH3OH wurden gemessen. Zwei Tage danach wurden am selben Instrument die Emissionslinien von CO, HCN, H2CO und CH3OH empfangen und deren Produktionsraten bestimmt.
Die starke Annäherung des Kometen an die Erde im März 1996 erlaubte auch die Suche nach nur in geringen Mengen aus dem Kern ausgasenden Substanzen. Am Caltech-Submillimeter-Observatorium wurde bei Beobachtungen am 23. und 24. März deuteriertes Wasser (HDO) nachgewiesen, die Produktionsrate lag etwa bei 0,03 % derjenigen von Wasser. Deuteriertes Wasserstoffcyanid (DCN) wurde am 26. März dagegen nicht gefunden. Die Häufigkeit von Deuterium lässt Rückschlüsse auf die Zustände bei der Entstehung des Kometen zu.

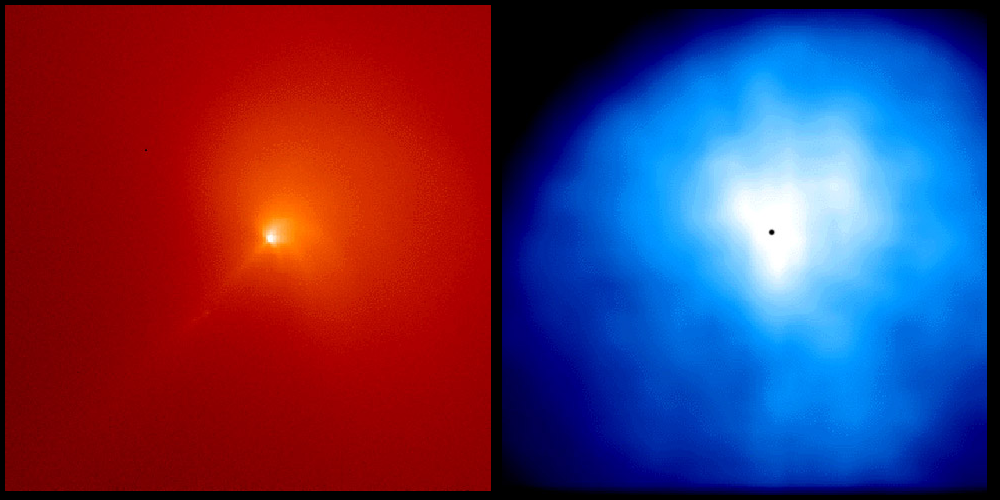
Die innere Koma des Kometen Hyakutake aufgenommen vom HST. Linkes Bild zeigt im roten Licht an Staubpartikeln gestreutes Sonnenlicht, rechtes Bild zeigt die Verteilung von an Wasserstoffatomen gestreuter ultravioletter Strahlung. Seitenlänge beider Bilder entspricht 14.000 km.

Am Goldstone Deep Space Communications Complex in Kalifornien wurden am 24. und 25. März mit der 70-m-Antenne Radarechos vom Kern des Kometen und von größeren Körnern aus seiner inneren Koma aufgefangen. Die Größe des Kerns wurde daraus trotz seiner Helligkeit zu nur 2–3 km Durchmesser abgeschätzt. Die Echos aus der Koma weisen auf poröses Material von Zentimeter-Größe hin, das ungleichmäßig mit Geschwindigkeiten von einigen 10 m/s ausgestoßen wurde. Aus den Ergebnissen wurde abgeleitet, dass aus der Helligkeit eines Kometen nur schlecht auf seine physische Größe geschlossen werden kann und dass die großen Körner einen bedeutenden Anteil am Massenverlust eines normal aktiven Kometen darstellen.
Am 27./28. März, am 17. und am 18. April wurde mit der Orbiting VLBI Tracking Station am Green-Bank-Observatorium in West Virginia versucht, thermische Radiokontinuum-Emissionen des Kometen bei 8,35 und 14,35 GHz zu registrieren. Es konnten keine solchen Signale empfangen werden.
Während seines Periheldurchgangs wurde bei dem Kometen vom 26. April bis 4. Mai mit dem 32-m-Radioteleskop bei Medicina nach der 22-GHz-Emissionslinie von neutralem Wasser gesucht. Diese wurde dabei zum ersten Mal sicher nachgewiesen und stellt den einzigen Nachweis von Wasser dar bei einem Himmelskörper in nur 0,23 AE Abstand von der Sonne.

### UV- und Röntgenastronomie
Bereits am 19. Februar, also 20 Tage nach seiner Entdeckung, konnte Hyakutake erstmals mit dem Spektrografen an Bord des International Ultraviolet Explorer (IUE) beobachtet werden, indem Zeit, die eigentlich zur Beobachtung des Kometen 45P/Honda-Mrkos-Pajdušáková eingeplant war, umgewidmet wurde. Die Beobachtungen konnten bis zum 27. März fortgeführt werden. Das bei der letzten Beobachtung aufgenommene Spektrum zeigt Linien, die wahrscheinlich auf Schwefel zurückgeführt werden können. Die Produktionsrate dafür konnte abgeschätzt werden.

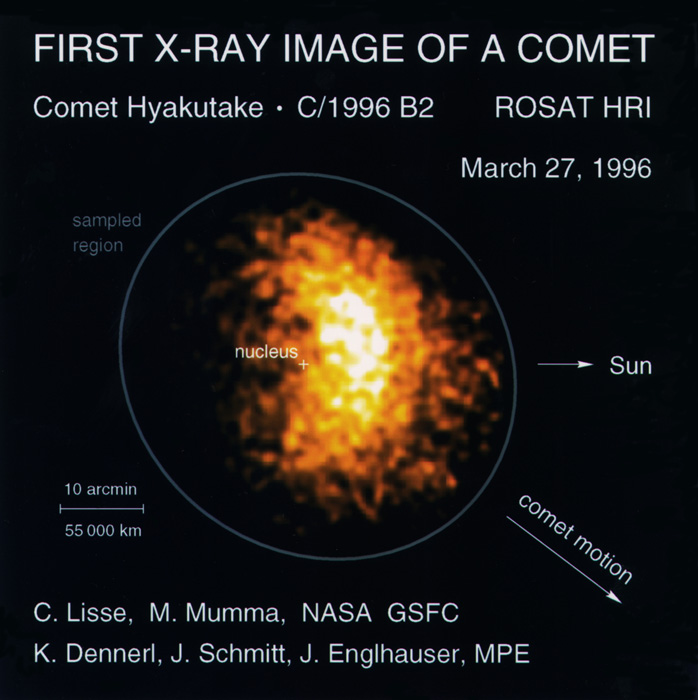
Röntgenaufnahme des Kometen Hyakutake durch ROSAT am 27. März

Vom 3. bis 4. April konnte der Komet mit dem Goddard High Resolution Spectrographen (GHRS) an Bord des Hubble-Weltraumteleskops (HST) im Licht der Lyman-α-Linie des Wasserstoffs beobachtet werden. Parallel dazu wurden im gleichen Wellenlängenbereich Aufnahmen mit der Wide Field/Planetary Camera 2 (WFPC2) gemacht und mit dem Faint Object Spectrographen (FOS) die Produktionsrate des Hydroxyl-Radikals OH gemessen. Aus einem daraus erstellten Modell der Koma konnte die Geschwindigkeitsverteilung von Wasserstoff-Atomen und deren räumliche Verteilung bestimmt werden. Die Produktionsrate von Wasser lag am 4. April bei 2,6∙1029 Molekülen pro Sekunde oder 7,8 t/s.
Die starke Annäherung des Kometen an die Erde bot die einzigartige Gelegenheit, auch nach ungewöhnlichen und lichtschwachen Ereignissen zu suchen. Es wurde daher auch in Wellenlängenbereichen gesucht, bei denen zuvor keine Emissionen bei Kometen bekannt waren, z. B. im Röntgenbereich. Vom 21. bis 24. März wurde mit dem Extreme Ultraviolet Explorer (EUVE) weiche Röntgenstrahlung im Wellenlängenbereich 7–18 nm gemessen. Mit den Instrumenten an Bord von ROSAT konnten vom 26. bis 28. März im Band 0,09–2,0 keV ebenfalls deutliche Signale gemessen werden, während das Instrument an Bord des Rossi X-ray Timing Explorer (XTE) am 31. März im Band 2–10 keV keine Signale registrierte. Als Ursache für die beobachtete Emission wurden am wahrscheinlichsten Wechselwirkungen zwischen dem Kometen und dem Sonnenwind bzw. dem solaren Magnetfeld angenommen. Nach dieser erstmaligen Entdeckung von hochenergetischer Röntgenstrahlung beim Kometen Hyakutake wurden auch bei anderen seit 1990 erschienenen Kometen in archivierten Daten nachträglich Belege dafür gefunden und auch bei danach folgenden Kometenereignissen erfolgreich danach gesucht. Die Emissionen entstehen stets in der Kometenkoma in einem halbmondförmigen Bereich vor dem Kern in Richtung zur Sonne. Sie können am besten erklärt werden durch Ladungsaustausch-Reaktionen zwischen hochionisierten Atomen des Sonnenwinds mit neutralen Atomen und Molekülen in der Kometenkoma.

### Fragmentierung des Kometenkerns

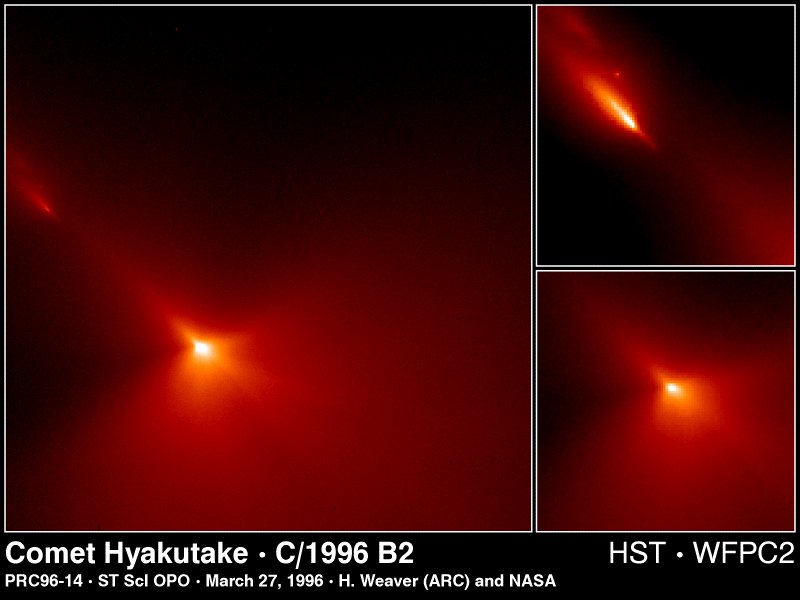
Aufnahme des Kometen durch das Hubble Space Telescope am 27. März. Zu erkennen sind vom Kern abgelöste Bruchstücke mit eigener Koma und Schweif (rechts oben vergrößert).

Beobachtungen, die Ende März von mehreren Astronomen gemacht wurden, als der Komet der Erde sehr nahe kam, zeigten ungewöhnliche Strukturen: Helle Kondensationen oder Knoten im Schweif auf der der Sonne abgewandten Seite des Kometenkerns, die sich langsam davon entfernten. Bereits am 23./24. März waren leuchtende Knoten am Observatorium auf dem Pic du Midi beobachtet worden. Auch von einer Forschergruppe am Kitt-Peak-Nationalobservatorium wurde am 25. März eine sekundäre Kondensation neben dem Kern registriert. Am 26. März war am Arcetri-Observatorium in Italien bei Infrarotbeobachtungen ein „Klecks“ im Kometenschweif gesehen worden, der sich nach einigen Stunden weiterbewegt hatte. Eine Bewertung der Erscheinung durch Zdenek Sekanina ergab, dass sich wahrscheinlich am 21. März ein Fragment vom Kometenkern gelöst hatte. Auch mit dem Hubble Space Telescope (HST) waren damit zusammenhängende Beobachtungen gemacht worden.
Nach diesen ersten Kondensationen wurden noch weitere beobachtet. Aufnahmen, die im Zeitraum vom 22. bis. 31. März mit dem 1-m-Teleskop des Observatoriums auf dem Pic du Midi von dem Kometen gemacht wurden, wurden nachbearbeitet, um die Kondensationen besser zu zeigen. Es wurde zunächst angenommen, dass diese Erscheinungen Miniatur-Komae waren, die sich um vom Kern abgesplitterte Fragmente gebildet hatten. Mit der Aufstellung eines Modells mit einer simulierten Dynamik für die Bewegung solcher Fragmente konnten die Beobachtungen in weitgehende Übereinstimmung gebracht und die Annahme bestätigt werden.
Auch an der Sternwarte am purpurnen Berg in China und ihrer Außenstelle in Qingdao waren vom 24. März bis 19. April mehrere Fragmente des Kometen beobachtet worden. Am Observatoire de Haute-Provence in Frankreich wurden während einer visuellen und spektroskopischen Beobachtungskampagne am 31. März Aufnahmen des Kometen gemacht, die Staubstrahlen und zwei Kondensationen im Schweif zeigten, die etwa 2000 und 8000 km vom Kern entfernt waren. Es wurde auch hier angenommen, dass es sich dabei um Klumpen aus Staubpartikeln handelte, die sich vom Kern abgelöst hatten.

### Sonstiges
Am 25. März wurde ein deutlich erkennbarer Abriss im Gasschweif des Kometen beobachtet. Dies wurde dadurch verursacht, dass der Komet eine Sektorgrenze des Sonnenwindes mit unterschiedlichen Strömungsgeschwindigkeiten und Partikeldichten durchquerte.
Beobachtungen des Kometen im infraroten, visuellen und Radiobereich, die während seiner Annäherung an die Erde gemacht wurden, wurden ausgewertet, um den Kometenkern näher zu charakterisieren. Aus photometrischen Beobachtungen im Infraroten vom 25. März konnte ein Radius von 2,4 ± 0,5 km abgeleitet werden und aus Radiobeobachtungen am 27. März ein oberer Grenzwert dafür von 2,7 km. Im Infraroten entsprach die gemessene Temperatur einem Schwarzen Körper von 320 K. Der Kern selbst konnte nicht optisch beobachtet werden, weil er von einer Wolke von kleinen und kalten Staubpartikeln mit hoher Albedo umgeben war. Diese kleinen vereisten Staubpartikel mussten neben dem relativ kleinen Kern einen großen Anteil an der hohen Produktionsrate von Wasser haben, außer man würde einen unrealistisch großen aktiven Teil der Oberfläche des Kerns dafür annehmen. Aus optischen und infraroten Aufnahmen vom 20. bis 23. März konnte eine rasche Rotationsperiode des Kerns von etwa 6,3 Stunden abgeleitet werden. Photometrische Messungen in Verbindung mit erkennbaren morphologischen Veränderung vom 23. bis 25. März hatten den gleichen Wert ergeben.
Die Ulysses-Raumsonde war ungeplant am 1. Mai 1996 durch den Gasschweif des Kometen geflogen. Dieses Ereignis blieb auf Grund des großen Abstands der Sonde zum Kometen für mehr als vier Jahre unerkannt. Es wurde messtechnisch eine dramatische Abnahme der Anzahl von Protonen im Sonnenwind registriert, aber dies wurde zunächst nicht in Verbindung mit dem Schweif des Kometen gebracht. Spätere Analyse der Magnetometer-Daten zeigte, dass dieses Ereignis von Kometenmaterial verursacht worden war, das sich eine Woche zuvor bei einem Sonnenabstand des Kometen von 0,35 AE abgelöst hatte, anschließend ionisiert und durch den Sonnenwind fast 3,4 AE weggetragen worden war. Die Bewegung des Kometen während dieser Woche lässt auf eine Länge des Schweifs von über 550 Mio. km und einen Durchmesser von über 7 Mio. km schließen.
Zur Untersuchung der Auswirkung der nicht-gravitativen Kräfte auf die Umlaufbahn des Kometen Hyakutake wurden Positionsbestimmungen im Zeitraum von 1. Januar bis 2. November 1996 herangezogen. Außerdem wurde die beobachtete Lichtkurve als ein Ergebnis der Produktionsrate von Wasser interpretiert. Ausgehend von diesen Größen wurden mehrere Modelle aufgestellt. Mit den daraus abgeleiteten nicht-gravitativen Parametern konnte dann eine gute Übereinstimmung mit den Beobachtungsdaten und eine deutliche Verbesserung gegenüber einer rein gravitativen Bahnberechnung erzielt werden. Die Übereinstimmung ließ sich dadurch noch weiter verbessern, indem auch die Geschwindigkeitsänderung des Komentenkerns bei der Abspaltung eines Bruchstücks (siehe oben bei Fragmentierung des Kometenkerns) berücksichtigt wurde. Dies ermöglichte auch, den Zeitpunkt der Fragmentierung auf März 21,4 festzulegen und die Masse des Kometenkerns zu etwa 2,2∙1012 kg und die Masse des abgesplitterten Bruchstücks zu etwa 4,8∙107 kg zu bestimmen. Unter der Annahme einer durchschnittlichen Dichte ergibt sich damit für die Größe des Bruchstücks ein Radius von etwa 24–50 m. Die Auswertung eines „Forced precession“-Modells ergab gewisse Grenzwerte für die Abplattung des Kometenkerns.
In einer weiteren Arbeit von 2011 wurde ebenfalls versucht, aus den photometrischen Helligkeiten, den Parametern für die nicht-gravitativen Kräfte auf den Kometen und der Produktionsrate von Wasser einen Wert für die Masse des Kometen zu bestimmen. Der erhaltene Wert von 1,9∙1012 kg war allerdings mit einer großen Ungenauigkeit von 30 % behaftet.

## Umlaufbahn
Für den Kometen konnte aus 977 Beobachtungsdaten über einen Zeitraum von 10 Monaten eine elliptische Umlaufbahn bestimmt werden, die um rund 125° gegen die Ekliptik geneigt ist. Die Bahn des Kometen verläuft damit steil angestellt zu den Bahnebenen der Planeten und er durchläuft seine Bahn gegenläufig (retrograd) zu ihnen. Im sonnennächsten Punkt (Perihel), den der Komet am 1. Mai 1996 durchlaufen hat, war er etwa 34,4 Mio. km von der Sonne entfernt und befand sich damit etwas außerhalb des Bereichs der Umlaufbahn des Merkur. Während seiner Passage des inneren Sonnensystems erfuhr der Komet eine Anzahl von relativ nahen Vorbeigängen an den Planeten:
| Datum            | Planet    | Min. Abstand (in AE) |
| ---------------- | --------- | -------------------- |
| 8. Dezember 1994 | Jupiter   | 4,3                  |
| 29. Januar 1996  | (4) Vesta | 0,63                 |
| 25. März 1996    | Erde      | 0,102                |
| 11. April 1996   | Venus     | 0,23                 |
| 21. April 1996   | Merkur    | 0,21                 |
| 27. August 1996  | Jupiter   | 4,3                  |

Die größte Annäherung an die Erde entspricht einer Entfernung von etwa 15,2 Mio. km. Kurz nach Durchlaufen seines aufsteigenden Knotens näherte sich der Komet der Erdbahn am 24. März bis auf etwa 15,1 Mio. km (0,101 AE). Die Erde durchlief diese Stelle ihrer Bahn einen Tag danach.
Nach den Bahnelementen, wie sie in der JPL Small-Body Database angegeben sind und die auch nicht-gravitative Kräfte auf den Kometen berücksichtigen, hatte seine Bahn lange vor seiner Passage des inneren Sonnensystems noch eine Exzentrizität von etwa 0,99965 und eine Große Halbachse von etwa 660 AE, so dass seine Umlaufzeit bei 17.000 Jahren lag. Durch die Anziehungskraft der Planeten, insbesondere durch die Annäherungen an Jupiter, und die Ausgasungseffekte in Sonnennähe wird seine Bahnexzentrizität auf etwa 0,99987 und seine Große Halbachse auf etwa 1740 AE vergrößert, so dass sich seine Umlaufzeit auf etwa 72.500 Jahre erhöht.